# Triều Tiên Tân báo
Choson Sinbo (Chosun Shinbo, tiếng Hàn Quốc: 조선신보, 朝鮮新報, âm Hán Việt là "Triều Tiên Tân Báo"), còn được biết đến với tên ấn bản tiếng Anh là The People's Korea, là một tờ báo có trụ sở tại Nhật Bản, được xuất bản bằng cả tiếng Triều Tiên và tiếng Nhật. Cái tên có nghĩa đen là Báo 'Nhà Triều Tiên (Triều Tiên)'. Nó được xuất bản bởi Tổng hội Liên hiệp người Triều Tiên tại Nhật Bản, là cơ quan đại diện ủng hộ Bắc Triều Tiên cho người Triều Tiên tại Nhật Bản, họ cũng điều hành The People's Korea (PK), một trang tin tức bằng tiếng Anh.
Khi đưa tin từ Bắc Triều Tiên, nhà báo của Choson Sinbo được hưởng nhiều quyền tự do hơn các phóng viên nước ngoài khác và họ đã cố gắng đăng các câu chuyện độc quyền về các dự án ở nước này và thông tin về mối quan hệ Nhật Bản - Bắc Triều Tiên.

## Lịch sử
Vào ngày 4 tháng 11 năm 2020, có báo cáo rằng phần lớn nội dung của nó được đặt trong một, điều này có thể làm phức tạp mọi thứ vì nó có thể gặp rắc rối về pháp lý với các lệnh trừng phạt chống lại Bắc Triều Tiên.

## Nhân viên đáng chú ý
- Lee Hoesung, người đã viết cho tờ báo cho đến năm 1969.